# Фонтана (Канзас)
Фонтана (англ. Fontana) — місто (англ. city) в США, в окрузі Маямі штату Канзас. Населення — 210 осіб (2020).

## Географія
Фонтана розташована за координатами 38°25′17″ пн. ш. 94°50′41″ зх. д. / 38.42139° пн. ш. 94.84472° зх. д. (38.421420, -94.844596).  За даними Бюро перепису населення США в 2010 році місто мало площу 2,19 км², з яких 2,18 км² — суходіл та 0,01 км² — водойми.

## Демографія
Згідно з переписом 2010 року, у місті мешкали 224 особи в 72 домогосподарствах у складі 55 родин. Густота населення становила 102 особи/км².  Було 84 помешкання (38/км²).
Расовий склад населення:
| - 92,9 % — білих - 0,4 % — корінних американців - 0,4 % — чорних або афроамериканців - 0,4 % — азіатів - 2,7 % — осіб інших рас |

До двох чи більше рас належало 3,1 %. Частка іспаномовних становила 6,7 % від усіх жителів.
За віковим діапазоном населення розподілялося таким чином: 31,7 % — особи молодші 18 років, 60,7 % — особи у віці 18—64 років, 7,6 % — особи у віці 65 років та старші. Медіана віку мешканця становила 32,2 року. На 100 осіб жіночої статі у місті припадало 103,6 чоловіків;  на 100 жінок у віці від 18 років та старших — 109,6 чоловіків також старших 18 років.
Середній дохід на одне домашнє господарство  становив 46 725 доларів США (медіана — 41 354), а середній дохід на одну сім'ю — 61 941 долар (медіана — 63 250). За межею бідності перебувало 8,3 % осіб, у тому числі 11,5 % дітей у віці до 18 років та 4,2 % осіб у віці 65 років та старших.
Цивільне працевлаштоване населення становило 58 осіб. Основні галузі зайнятості: освіта, охорона здоров'я та соціальна допомога — 32,8 %, роздрібна торгівля — 17,2 %, транспорт — 10,3 %, будівництво — 10,3 %.